# Rienharzer Sägmühle
Die Rienharzer Sägmühle ist eine ehemalige Wassermühle und ein Weiler in der Teilgemarkung Rienharz der Gemeinde Alfdorf, einer Gemeinde im baden-württembergischen Rems-Murr-Kreis.

## Lage
Der kleine Weiler mit acht Gebäuden befindet sich etwa einen Kilometer südlich von Rienharz im Tal der Lein. Etwa einen Kilometer flussaufwärts liegt die Haghofer Ölmühle und etwa einen Kilometer unterhalb liegt der Eisenbachstausee. Umliegende Ortschaften sind Höldis im Nordosten, Pfahlbronn im Südosten, der Petershaldenhof im Süden, der Haghof im Westen und die Hagmühle und die Haghofer Ölmühle im Nordwesten.

## Geschichte
Erstmals erwähnt wurde die Sägemühle im Jahre 1681, doch ist es sehr wahrscheinlich, dass die Anlage schon zuvor existierte. Das Sägewerk war bis 1939 in Betrieb; anschließend wurden alle Bauteile der Mühle sukzessiv entfernt. Das Hauptgebäude wurde ab den 1950er Jahren dem Verfall preisgegeben und schließlich abgebrochen. Erhalten ist lediglich das ehemalige Wohnhaus des Sägmüllers.